# Mercè Rius i Serra
Mercè Rius i Serra (Badalona, 1968) és una biòloga i política catalana.
És doctora en Ciències Biològiques per la Universitat de Barcelona, Tècnica Superior en Prevenció de Riscos Laborals i ha cursat el Programa de Desenvolupament Directiu de l'escola de negocis IESE. Ha treballat a l'Ajuntament de Badalona i a les empreses Abengoa-Abensur i Emte Service UTE, dedicada a temes relacionats amb la depuració d'aigües residuals. Des del 2001 va ser responsable de diferents contractes de depuració d'aigües de les empreses PaymaCotas i Asesoría Técnica y Control.
Originalment militant de Convergència Democràtica de Catalunya i actualment ho és de Junts per Catalunya. ha estat regidora de l'Ajuntament de Badalona, entre 2007 i 2011 va formar part del govern de la ciutat com a regidora de Medi Ambient i Mobilitat i de 2011 a 2015 passà a l'oposició, durant l'alcaldia de Xavier Garcia Albiol, encara que va ser designada regidora del districte 1. També ha estat diputada adjunta de medi ambient de la Diputació de Barcelona. El 2014 va ser nomenada directora de l'Institut Català d'Energia, en substitució de Maite Masià, i el 2016 va abandonar el càrrec per passar a ser directora general de Qualitat Ambiental i Canvi Climàtic de la Generalitat de Catalunya.
Amb el nou govern de coalició de Pere Aragonès, va ser nomenada directora general de Transports i Mobilitat, en substitució de David Saldoni.